# Acanthopagrus schlegelii
Acanthopagrus schlegelii е вид лъчеперка от семейство Sparidae. Видът е незастрашен от изчезване.

## Разпространение и местообитание
Разпространен е във Виетнам, Китай, Провинции в КНР, Русия, Северна Корея, Тайван, Хонконг, Южна Корея и Япония.

## Описание
На дължина достигат до 50 cm, а теглото им е максимум 3200 g.